# Exobasidiales
Ordre
Les Exobasidiales sont un ordre de champignons basidiomycètes.

## Liste des familles
- Brachybasidiaceae
- Cryptobasidiaceae
- Exobasidiaceae
- Graphiolaceae